# Ferrovia Losanna-Ginevra
La ferrovia Losanna-Ginevra (in francese Ligne Lausanne – Genève, in tedesco Bahnstrecke Lausanne–Genf) è una linea ferroviaria svizzera, che collega Losanna con l'aeroporto di Ginevra costeggiando lungo la riva nord-ovest del lago Lemano. È gestita dalle Ferrovie Federali Svizzere (FFS).

## Storia
La ferrovia è stata aperta a tratte dal 1855 al 1858.
La prima tratta della linea Losanna – Ginevra va dalla stazione di Renens alla stazione di Morges. Fu messo in servizio il 1º luglio 1855 dalla Compagnie de l'Ouest-Suisse. Un anno dopo, il 5 maggio 1856, la tratta fu estesa alla stazione di Losanna dalla stazione di Renens, sempre ad opera della Compagnie de l'Ouest-Suisse.
Dall'altra parte della linea, il 18 marzo 1858, la tratta da Ginevra-Cornavin alla stazione di La Plaine fu messa in servizio dalla compagnia ferroviaria Lione-Ginevra. Nello stesso anno, la compagnia Ouest-Suisse prolungò la linea verso Ginevra da Morges mettendo in servizio un tratto fino a Coppet il 14 aprile 1858 e una settimana dopo, il 21 aprile 1858, verso Versoix. Due mesi dopo, il 25 giugno 1858, la ferrovia Ginevra-Versoix mise in servizio l'omonima tratta. La linea Losanna – Ginevra era quindi completata.
Il 1º gennaio 1902 la linea venne rilevata dalle nuove Ferrovie Federali Svizzere (CFF), che, nel 1925, procedette all'elettrificazione della linea in corrente alternata a 15 kV – 16⅔ Hz; l'inaugurazione dell'elettrificazione avvenne il 23 dicembre.
Dopo la seconda guerra mondiale, le FFS prolungarono la linea con la messa in esercizio del tratto da Ginevra alla stazione di smistamento di La Praille il 5 dicembre 1949, seguita da quella di smistamento di Losanna il 23 maggio 1971. Il 31 maggio 1987 è entrata in esercizio la tratta Châtelaine – Ginevra-Aeroporto. Il 29 giugno 2012 è entrata in esercizio la nuova fermata ferroviaria di Prilly-Malle, tra le stazioni di Renens e Losanna. 

## Percorso
|  |  | Continuation backward |

|  | Unknown route-map component "uSTR+l" | Unknown route-map component "mKRZo" | Unknown route-map component "uCONTfq" |

|  | Urban station on track | Station on track |  |

|  | Unknown route-map component "uCONTr+g" | Straight track |  |

|  | Unknown route-map component "uCONTgq" | Unknown route-map component "mKRZu" | Unknown route-map component "uCONTfq" |

|  | Unknown route-map component "BS2+l" | Unknown route-map component "BS2+r" |

|  | Non-passenger station/depot on track | Straight track |

|  | Straight track | Stop on track |

|  | Unknown route-map component "BS2l" | Unknown route-map component "BS2r" |

|  |  |  | Unknown route-map component "SBHF-L" | Unknown route-map component "uKBHFa-R" | Unknown route-map component "BUS2" |

|  |  | Straight track | Unknown route-map component "uCONTl+g" |

|  | Unknown route-map component "CONTgq" | Unknown route-map component "ABZgr" |  |

|  | Unknown route-map component "CONTgq" | Unknown route-map component "ABZg+r" |  |

|  | Unknown route-map component "BS2+l" | Unknown route-map component "BS2+r" |

|  | Stop on track | Straight track |

|  | Straight track | Non-passenger station/depot on track |

|  | Unknown route-map component "BS2l" | Unknown route-map component "BS2r" |

|  |  | Stop on track |

|  |  | Stop on track |

|  | Head station | Station on track |  |

|  | Unknown route-map component "CONTr+g" | Straight track |  |

|  |  | Unknown route-map component "eHST" |

|  |  | Station on track |

|  |  | Stop on track |

|  | Unknown route-map component "exCONTr+f" | Straight track |  |

|  | Unknown route-map component "exABZgl" | Unknown route-map component "eKRZ" | Unknown route-map component "exSTR+r" |

|  | Unknown route-map component "exKBHFe" | Station on track | Unknown route-map component "exKDSTe" |

|  |  | Unknown route-map component "eHST" |

|  |  | Station on track |

| Unknown route-map component "exCONTgq" | Unknown route-map component "exHSTq" | Unknown route-map component "eKRZo" | Unknown route-map component "exCONTfq" |

|  | Unknown route-map component "exKBHFa" | Station on track |  |

|  | Unknown route-map component "exCONTr+g" | Straight track |  |

|  |  | Unknown route-map component "eHST" |

|  | Head station | Station on track | Unknown route-map component "exKBHFa" |

|  | Unknown route-map component "eABZg+l" | Unknown route-map component "eKRZo" | Unknown route-map component "exSTRr" |

|  | Unknown route-map component "CONTr+g" | Straight track |  |

|  | Unknown route-map component "exCONTgq" | Unknown route-map component "eABZgr" |  |

|  |  | Unknown route-map component "eHST" |

|  |  | Unknown route-map component "eHST" |

|  |  | Unknown route-map component "eHST" |

|  |  | Unknown route-map component "S+BHF" | Unknown route-map component "BUS2" |

|  |  | Unknown route-map component "SPLa" |

|  |  | Unknown route-map component "vSTR-SHST" |

|  |  | Unknown route-map component "vSTR-SBHF" |

|  |  | Unknown route-map component "vSTR-SHST" |

|  |  | Unknown route-map component "vSBHF" |

|  | Transverse water | Unknown route-map component "vWBRÜCKE1" | Transverse water |

|  |  | Unknown route-map component "vSTR-SBHF" |

|  |  | Unknown route-map component "vSTR-SHST" |

|  |  | Unknown route-map component "vSTR-SHST" |

|  | Unknown route-map component "RACONTgq" | Unknown route-map component "vSKRZ-Ao" | Unknown route-map component "RACONTfq" |

|  |  | Unknown route-map component "vÜST" |

|  |  | Unknown route-map component "vSTR-SBHF" |

|  |  | Unknown route-map component "veHST-STR" |

|  |  | Unknown route-map component "vSTR-SHST" | Unknown route-map component "BUS2" |

|  |  | Unknown route-map component "uCONTgq" | Unknown route-map component "mvKRZu" | Unknown route-map component "uHSTq" | Unknown route-map component "uCONTfq" |

|  | Unknown route-map component "KBHFa-L" | Unknown route-map component "vSBHF-R" | Unknown route-map component "BUS2" |

| 60+26   |
| 167+620 |

|  |  | Unknown route-map component "tSTRa" | Unknown route-map component "vSHI1l-STRl" | Unknown route-map component "tSTRaq" | Unknown route-map component "tCONTfq" |

|  | Unknown route-map component "tSTR" | Enter and exit tunnel |  |

|  | Unknown route-map component "tSTRl" | Unknown route-map component "KRZt" | Unknown route-map component "tSTR+r" |

|  |  |  | Straight track | Unknown route-map component "tABZg+l" | Unknown route-map component "tCONTfq" |

|  |  | Straight track | Unknown route-map component "tSTRe" |

|  |  | Unknown route-map component "KRWgl+l" | Unknown route-map component "KRWgr+r" |

|  |  | Unknown route-map component "RA+l" | Unknown route-map component "SKRZ-Ao" | Unknown route-map component "SKRZ-Ao" | Unknown route-map component "RACONTfq" |

|  |  | Unknown route-map component "RA" | Straight track | One way leftward | Unknown route-map component "CONTfq" |

|  | Unknown route-map component "RA" | Enter and exit tunnel |  |

|  | Unknown route-map component "RA" | Unknown route-map component "tSTRa" |  |

|  |  | Unknown route-map component "RA" | Unknown route-map component "tBHF" | Airport | Unknown route-map component "BUS2" |

|  | Unknown route-map component "RACONTf" | Unknown route-map component "tENDEe" |  |